# Barski pjevač
Barski pjevač (eng. Honkytonk Man) film je iz 1982. godine koji je režirao, producirao i u kojem glavnu ulogu glumi Clint Eastwood. To je jedan od Eastwoodovih manje poznatih uradaka, film ceste čija se radnja odvija u doba Velike depresije.
Glavni je lik country i blues pjevač Red Stovall, koji sa svojim nećakom Whitom putuje u Nashville, kako bi nastupio na audiciji za najslušaniji radijski program "Grand Ole Opry".

## Radnja
Za vrijeme Velike depresije, glazbenik Red Stovall (Clint Eastwood) dolazi u posjet na farmu svoje sestre u Oklahomi. Red je alkoholičar koji boluje od tuberkuloze i koji je sklon naglom mijenjanju raspoloženja uzrokovanom bolešću i alkoholom. Njegov nećak Whit (glumi ga Clintov sin Kyle Eastwood) očaran je ujakom i moli roditelje da ga puste na put s njim u Nashville, jer "ne želi biti berač pamuka cijeli život". Oni, nevoljko, pristaju, dijelom zbog toga što im je pješčana oluja uništila urod i prisiljeni su seliti se u Kaliforniju, a dijelom i kako bi dječak pazio na nepouzdanog i bolesnog Reda. S Redom i Whitom u Tennessee kreće i Whitov djed (John McIntire, karakterni glumac poznat iz brojnih westerna).
Na putovanju Red gotovo stalno uvlači sebe i dječaka u nevolje. Prvo završi u zatvoru zbog krađe kokošiju, a Whit ga oslobodi vezavši jedan kraj konopca za zatvorske rešetke, a drugi za branik automobila. Nešto kasnije, Red se odluči okupati u toru gdje ga dočeka pobješnjeli bik, a Whit ga opet spasi odvukavši pažnju bika.
Red traži čovjeka po imenu Arnspringer (Barry Corbin), varalicu i kockara, koji mu je ostao dužan novce. U potrazi naiđu na javnu kuću, gdje Whit gubi nevinost. Nakon što se Arnspringer i Red neuspješno pokušaju dogovoriti oko isplate, Red opljačka Arnspringera i njegove kockarske partnere, a krišom im se u bijegu pridruži Arnspringerova sluškinja Marlene (Alexa Kenin), koja kao i Red sanja o glazbenom uspjehu u Nashvilleu.
Kad družina napokon stigne u Nashville, Redova tuberkuloza dosegla je takav stadij da mu audicija neslavno propadne. Ipak, glazbeni agent Henry Axle (Joe Regalbuto) ponudi mu snimanje albuma, što Red vidi kao - doslovno - posljednju priliku. Izmučen bolešću, Red ipak uspije snimiti album, a u posljednjoj pjesmi pomogne mu gitarist Smoky (country legenda Marty Robbins, koji je umro tjedan dana prije premijere filma).
Marlene i Whit pokušavaju pomoći Redu koliko mogu, ali on ipak umire. Ironično, nakon njegove smrti pjesma "Honkytonk Man" postaje hit na radiju.

## Produkcija
Scenarij za film napisao je, prema vlastitom romanu, američki pisac Clancy Carlile. Film se snimao u kalifornijskom okrugu Solano te pored grada Stocktona.
Većinu je pjesama u filmu skladao Steve Dorff, a Clint Eastwood ih sam izvodi. Ovu temu propalog glazbenika, koja ga je očito fascinirala, Eastwood je još detaljnije obradio šest godina poslije, u filmu Bird.

## Kritički prijam
Na stranici Rotten Tomatoes čak je 93% kritičara ocijenilo film pozitivnom ocjenom. Filmski kritičar Rob Gonsalves napisao je o Barskom pjevaču: "Ovaj mali film je jedno od neprimjećenih blaga 1980-ih i sigurno među najboljim filmovima te godine". Eric Henderson iz Slant Magazinea se također izrazio pozitivno o filmu: "Iako je film očito umotan u nostalgičnu sentimentalnost, Eastwood ne dopušta Barskom pjevaču otklizavanje u preosjetljiv teritorij". Richard Schickel, kritičar časopisa "Time", ističe da je "film posveta ne samo običnim ljudima u vrijeme Velike depresije, već i country-and-western glazbi, prije nego što su je iskvarili urbani kauboji".

## Vanjske poveznice
- Barski pjevač u internetskoj bazi filmova IMDb-a
- Barski pjevač na RottenTomatoes.com (engl.)
- Barski pjevač[neaktivna poveznica] na AllMovie.com (engl.)